# Eremogone ladyginae
Eremogone ladyginae är en nejlikväxtart som först beskrevs av Kozhevnikov, och fick sitt nu gällande namn av S.S. Ikonnikov. Eremogone ladyginae ingår i släktet Eremogone och familjen nejlikväxter. Inga underarter finns listade i Catalogue of Life.